# Sobennigraecum
× Sobennigraecum, (abreviado Sbgcm) en el comercio, es un híbrido intergenérico entre los géneros de orquídeas Angraecum × Sobennikoffia. Fue publicado en Orchid Rev. 94(1107) cppo: 8 (1986).